# Wathay Ferenc

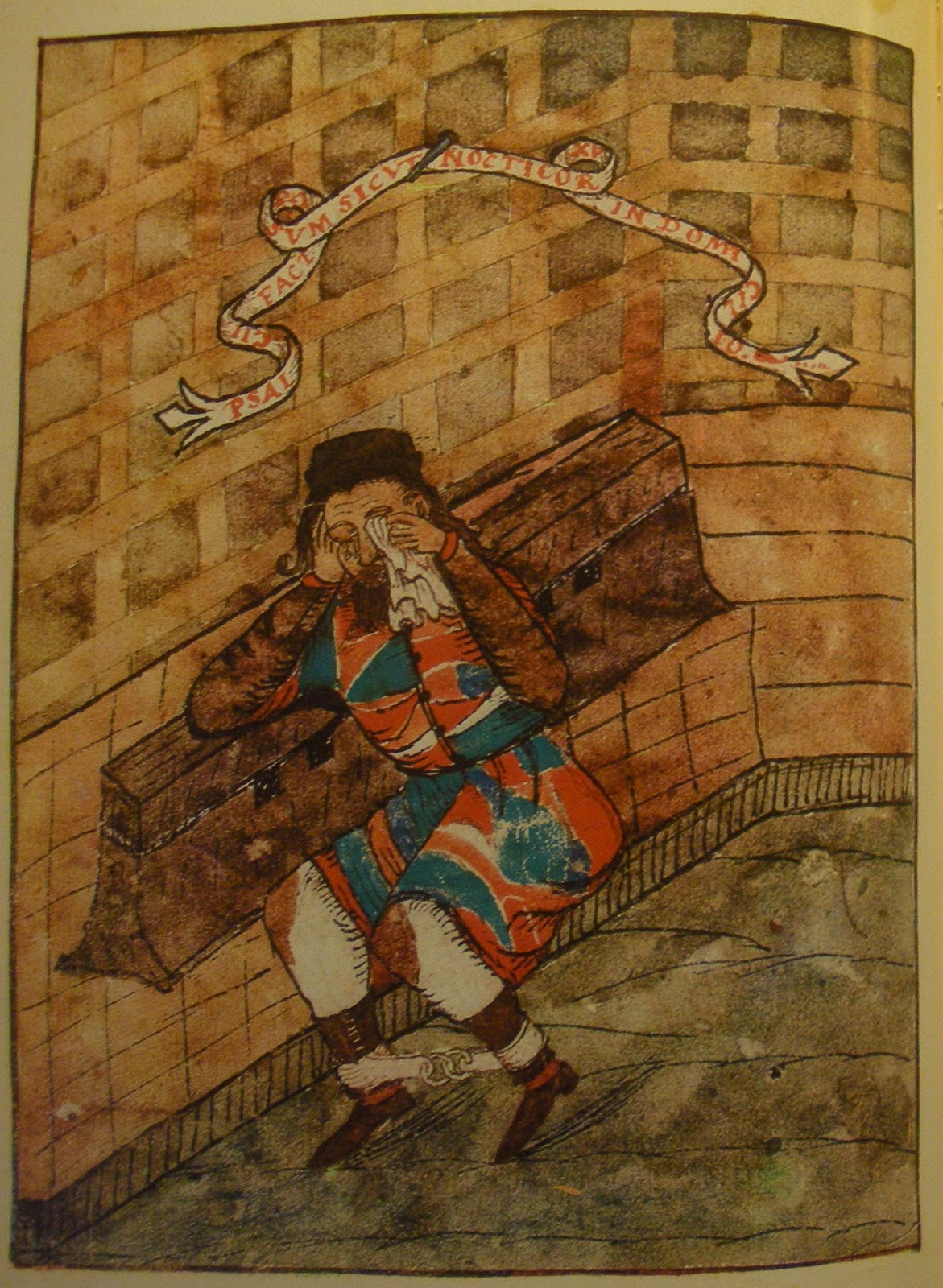
Wathay Ferenc sír a cellájában

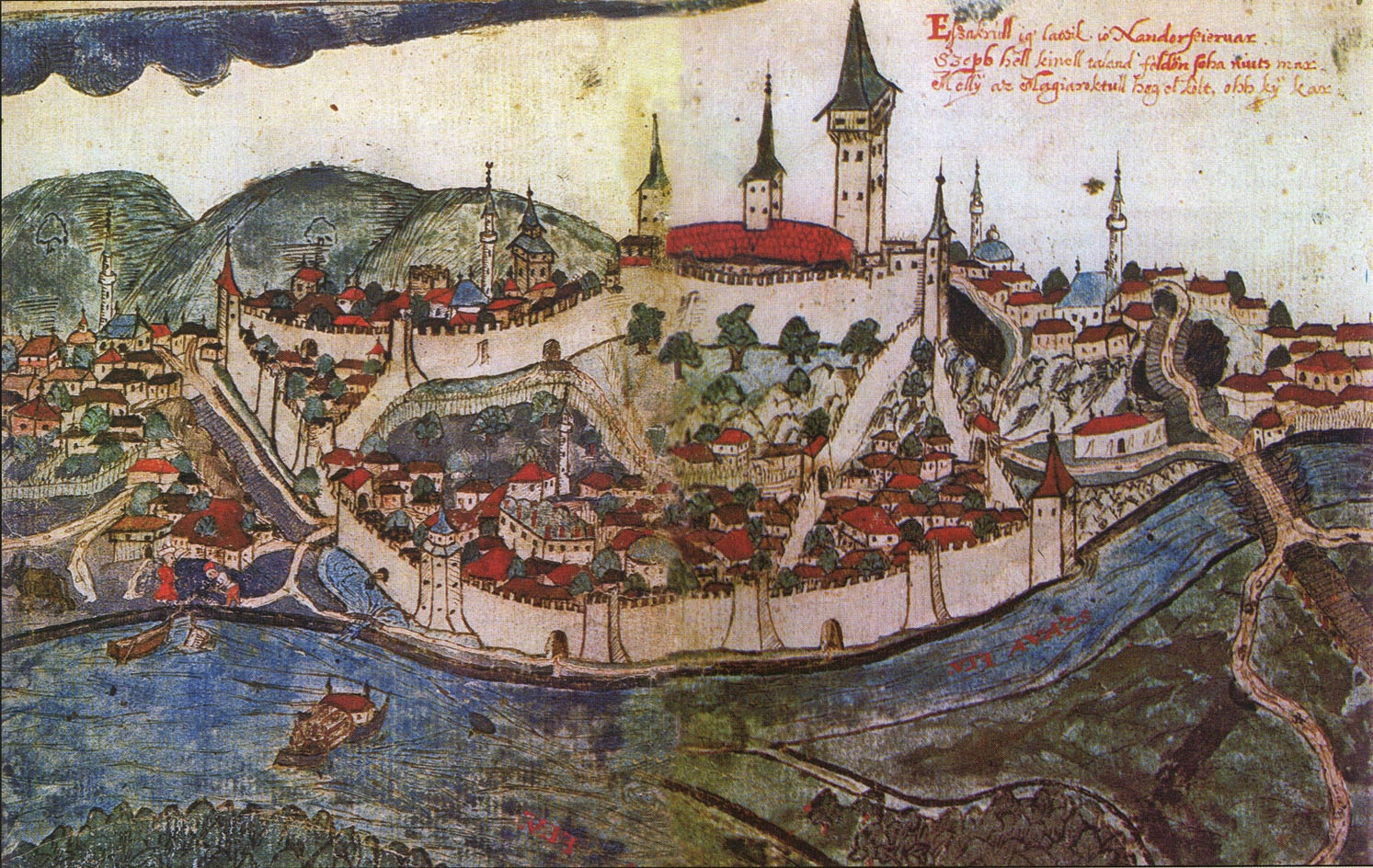
Wathay Ferenc 1603-ban készült vízfestéses panorámája, mely időrendben a harmadik legkorábbi Belgrádról fennmaradt látkép

Felsővattai Wathay Ferenc, ritkán Vathay (Vág, 1568. szeptember 24. – ?, 1609 után) végvári vitéz, festő, énekszerző. Édesapja, Wathay Lőrinc cseszneki várkapitány halála után 1578-ban anyja Németújvárra, majd Sopronba küldte tanulni. Katonai pályáját 1584-ben kezdte Tihanyban Mesteri János mellett, majd Pápán, Cseszneken, Magyaróváron  és Győrben szolgált. 1588-ban megsebesült és Tatára került. 1592-ben hadnagyi rangot nyert, ezután Sárváron, Pápán, Veszprémben és Győrben katonáskodott. 1602-ben a rövid időre visszafoglalt Székesfehérvár alkapitánya; augusztus 29-én, a vár elestekor több tiszttársával együtt sebesülten török fogságba került. Budán, majd Nándorfehérváron raboskodott, innen 1603. május 4-én sikerült megszöknie. Bujdosása közben újra elfogták Karánsebes körül, majd egy újabb szökés után Lippánál, és 1603 októberében hatvan rabtársával együtt Konstantinápolyba (ma Isztambul) vitték, ahol a városon kívül eső Fekete-torony (Rumeli Hisari erőd egyik tornya) foglya lett, ahonnan a budai Csonkatoronyba szállították. A fogságból − fogolycsere útján − 1606-ban szabadult, a szekszárdi béggel cserélték ki. Győrben lovasparancsnok, majd 1609-ben rövid időre apja nyomdokaiba lépve cseszneki várkapitány lett; további életéről nem tudunk semmit.
Mikoron azért írtanak volna, Sziget veszése után, 1568. esztendőben, Szent Mihály hónak az fogytára, adott engem is azon szent Istenöm az én szüleimnek ez világra, azon Nagyvágon, és új házban, az Rába felől való szobában, holott mindjárt az én életemnek kezdetit sírásommal kezdvén el, jövendöltem ez csalárd világban az én életemnek nyomoruságát és minden szerencsétlen állapatját s keserves búkban-bánatokban való forgandóságát, de én Istenöm, legyen az te akaratod

## A Wathay-kódex - Wathay Ferenc énekeskönyve
Irodalmi és nyelvtörténeti szempontból is jelentős műve az úgynevezett Wathay-kódex, a huszonnyolc, vallásos és szerelmi tárgyú éneket magában foglaló énekeskönyve és kalandos önéletrajza, melyet 1605 februárjában, a Fekete-torony lakójaként fejezett be, innen küldte haza a kötetet családjának váltságdíj reményében. A kódexet Wathay saját kezű színes festményekkel díszítette. Az Akadémiai Könyvtárban őrzik.

## Emlékezete
Szülőfalujában teret neveztek el róla, Székesfehérvárott köztéri szobor őrzi emlékét. Az irodalomban Sobor Antal Hosszú háború című regénye idézi fel alakját.
Wathay Ferenc ülőszobra Székesfehérváron, a középkori városfal egyik megmaradt szakasza mellett, a Prohászka ligetben kapott helyet. A szobor Lux Elek alkotása, 1937-ben készült Krausz Ferenc vasöntödéjében, Budapesten. Talapzatát téglából építették fel, később azonban kőlapokkal fedték le.  Különlegessége, hogy ez az első köztéri szobor, amelynél kulisszát alkalmaztak, tehát elkészítették a mű méretarányos papírmasé mását, így bizonyosodtak meg róla, hogy a lehető legjobb helyen kerül felállításra. Avatására 1938-ban került sor, a Szent István halálának 900. évfordulójának alkalmából rendezett programsorozat keretein belül. 2011-ben kezdték meg a szobor restaurálását, Kocsis Balázs szobrász-restaurátor műhelyében, visszahelyezésére 2012. június végén került sor. A restaurálással egyidejűleg a szobor talapzatát is elbontották, majd újrarakták. A talapzat súlya körülbelül három tonna, a szobor pedig másfél tonna.

## Szövegkiadásai
- Wathay Ferenc prózaművei; Schmid Ny., Pozsony, 1838 (Régiségbúvár)
- Wathay Ferenc Énekeskönyve; jegyz., bev. Nagy Lajos; István Király Múzeum, Székesfehérvár, 1955 (István Király Múzeum közleményei A. sorozat)
- Székesfejérvár veszésérül való história; bev., jegyz. Nagy Lajos; Székesfehérvári Ny., Székesfehérvár, 1957 (István Király Múzeum közleményei B. sorozat)
- Wathay Ferenc énekes könyve, 1-2.; szerk. Katona Tamás; Magyar Helikon–Európa, Bp., 1976

## Külső hivatkozások
- A Wathay-kódex hálózati kritikai kiadása az ELTE Gépeskönyvében, tartalmazza a teljes könyv szkennelt lapjait és az énekek gépelt szövegét.
- Digitalizált változat a REAL-MS-ben
- Cikk Wathayról és művéről
- A Wattay család története
- Wathay Ferencz prosaművei
- Wathay Ferenc szobra Székesfehérváron
- "Wathay vagyok, ki ezeket éneklöm"; szerk. Baksa Péter; Hazánk, Győr, 2013